# Гавриил Охридски
Гавриил е православен духовник, охридски архиепископ около 1580 – 1587 година и повторно от около 1593 до 1595 година.
Архиепископ Гавриил е роден в Янина. Най-ранното сведение за него е писмо, вече в качеството му на охридски архиепископ, до митрополита на Монемвасия Макарий, който заема тази длъжност между 1572 и 1580 година. През 1582 година Гавриил участва в църковен събор в Константинопол, който отхвърля Григорианския календар. През 1585 година взима участие в друг събор, който отстранява патриарх Пахомий II Константинополски. През 1586 – 1587 година пътува в Русия и Западна Европа, за да събира дарения за църквата.
Изглежда, че Гавриил напуска архиепископския пост около 1587 година. През 1593 година вероятно отново е избран за архиепископ и получава дарения от Русия по повод създаването на Московската патриаршия. Умира или повторно напуска длъжността си не по-късно от 1595 година.

## Изследвания
- Kresten, O. Ein Empfehlungsschreiben der Erzbischofs Gabriel von Achrida für Leontios Eustratios Philoponos an Martin Crusius. – Rivista di studi bizantini e neollenici 6-7 (1969-1970), 93-125.